# Felix Meindl
Felix Meindl (* 25. Oktober 1882 in Neunburg vorm Wald; † 10. Dezember 1956 in Landshut) war ein deutscher Kommunalpolitiker und Justizoberinspektor.

## Leben
Meindl war zunächst von 1919 bis 1924 Bürgermeister der Gemeinde Achdorf. Nach deren Eingemeindung am 1. April 1928 wurde er Mitglied der SPD-Fraktion im Landshuter Stadtrat und schließlich 1930 zum 3. Bürgermeister der Stadt gewählt. Nach der „Machtergreifung“ der Nationalsozialisten 1933 wurde er abgesetzt und verhaftet. Nach einer weiteren Verhaftung 1944 deportierte man ihn in ein Konzentrationslager.
Nach Kriegsende setzte ihn die US-amerikanische Militärregierung am 28. Juni 1945 für drei Monate als Oberbürgermeister ein. Bis kurz vor seinem Tod blieb er Fraktionsvorsitzender der SPD im Landshuter Stadtrat.

## Ehrungen
Für seine Verdienste um das Wohl der Stadt wurde er 1956 zum Ehrenbürger von Landshut ernannt.

## Würdigungen
In Erinnerung an Meindl wurde in seinem Heimatstadtteil Achdorf eine relativ bedeutende Straße, der Felix-Meindl-Weg, nach ihm benannt.